# Сан-Франсиску
Сан-Франсиску (порт. São Francisco) — річка в Бразилії довжиною 3 160 кілометрів. Це четверта найбільша річкова система в Південній Америці і найдовша річка, що цілком розташовується в межах Бразилії. Вона починається у гірському масиві Серра-да-Канастра в штаті Мінас-Жерайс на висоті 1200 м над рівнем моря. Річка загалом біжить позаду прибережного гірського ланцюга та збирає воду з території площею понад 630 000 квадратних кілометрів перед тим, як вона повертає на схід, позначаючи межу між штатами Баїя і Пернамбуку, а потім Алагоас і Сержипі, перед впадаінням у Атлантичний океан.
Головними притоками є річки: Параопаба, Абаете, Дас-Вельяс, Жекитай, Паракату, Урукуя, Верді-Гранді, Каріньянья, Корренте і Гранде. Область, яку перетинає річка, малонаселена, але на річці лежать кілька міст. Річка протікає біля міст Пірапора, Сан-Франциску, Жануаріа, Бог-Жезус-да-Лапа, подвійні міста Петроліна і Жуазейру та Паулу-Альфонсу. Більшість з цих міст малі та ізольовані. Тільки Петроліна і Жуазейру перетворилися на міста середнього розміру і мають деяке економічне значення завдяки виробництву фруктів, що базується на іригації від греблі Собрадіньо.